# Franco Carboni
Franco Ezequiel Carboni (Buenos Aires, 4 aprile 2003) è un calciatore argentino, centrocampista o difensore dell'Empoli in prestito dall'Inter.

## Biografia
Proviene da una famiglia di calciatori: il padre Ezequiel ha giocato in Sud America e in Europa, mentre i suoi due fratelli minori Valentín (2005) e Cristiano (2009) giocano, rispettivamente, nell’Inter e nelle giovanili nerazzurre. Possiede sia il passaporto argentino sia quello italiano.

## Caratteristiche tecniche
Inizialmente impiegato come attaccante ai tempi del Lanús, durante la sua permanenza in Italia ha ricoperto principalmente i ruoli di terzino e di centrocampista esterno sulla fascia sinistra.

## Carriera

### Club
Ha iniziato la sua carriera nella nativa Argentina con il Lanús, prima di partire per l'Italia all'età di sedici anni, quando suo padre accettò l'incarico di coordinatore giovanile al Catania. Ha poi firmato per l'Inter nel gennaio 2020. Nella stagione seguente, riceve da Antonio Conte le sue prime convocazioni in prima squadra. Ha firmato un nuovo contratto con l'Inter nell'aprile del 2022; nella stessa annata, ha contribuito alla vittoria del Campionato Primavera 1 da parte dei giovani nerazzurri. 
L'11 luglio 2022 viene ceduto in prestito al Cagliari, in Serie B.
Il 24 gennaio 2023, si trasferisce in prestito annuale al Monza, in Serie A, con diritto di riscatto per il Monza e contro-riscatto a favore dell'Inter. Il 18 febbraio 2023, esordisce in Serie A nella partita interna contro il Milan, rilevando Samuele Birindelli nella ripresa.
Avendo trovato poco spazio al Monza, il 9 gennaio 2024 viene ufficializzato il suo passaggio in prestito alla Ternana, in Serie B. Il 20 gennaio seguente, alla prima partita da titolare, segna la sua prima rete sia da professionista, sia con la maglia delle Fere, segnando il momentaneo 1-0 nella partita poi vinta per 3-1 contro il Cittadella. Disputa 21 incontri con il club umbro, che al termine della stagione retrocede in Serie C.
Il 12 luglio 2024, viene ceduto al River Plate, nella massima serie argentina, in prestito fino al dicembre del 2025, con diritto di riscatto, fissato a quattro milioni di euro, e una clausola di contro-riscatto a favore dell'Inter, da 12 milioni. Tuttavia, in seguito al ritorno di Marcelo Gallardo sulla panchina del club di Buenos Aires, non rientra più nei piani del club, e decide quindi di interrompere il prestito dopo un solo mese.
Il 30 agosto 2024 viene ceduto al Venezia in prestito con diritto di riscatto e controriscatto.
Al termine della stagione, culminata con la retrocessione in Serie B e avendo messo insieme solo 8 presenze, torna all’Inter che il 17 luglio 2025 lo cede in prestito con obbligo di riscatto all’Empoli in Serie B.

### Nazionale
Nato a Buenos Aires, in Argentina, può rappresentare sia l'Italia che l'Argentina a livello internazionale. Dopo aver giocato per la nazionale italiana Under-17 nel 2021, in un'amichevole vinta 3-1 contro l'Austria, è stato convocato nella nazionale argentina Under-20 nel 2022.
Nel marzo del 2022 Carboni accetta una convocazione da parte della nazionale maggiore argentina, insieme al fratello minore Valentín, venendo inserito nella lista dei convocati per le sfide di qualificazione valide per i Mondiali di calcio in Qatar, contro Venezuela ed Ecuador.

## Statistiche

### Presenze e reti nei club
Statistiche aggiornate al 6 aprile 2025.
| Stagione        | Squadra         | Campionato      | Campionato | Campionato | Coppe nazionali | Coppe nazionali | Coppe nazionali | Coppe continentali | Coppe continentali | Coppe continentali | Altre coppe | Altre coppe | Altre coppe | Totale | Totale | Totale |
| Stagione        | Squadra         | Comp            | Pres       | Reti       | Comp            | Pres            | Reti            | Comp               | Pres               | Reti               | Comp        | Pres        | Reti        | Pres   | Reti   |        |
| --------------- | --------------- | --------------- | ---------- | ---------- | --------------- | --------------- | --------------- | ------------------ | ------------------ | ------------------ | ----------- | ----------- | ----------- | ------ | ------ | ------ |
| 2019-gen. 2020  | Catania         | C               | -          | -          | CI+CI-C         | 0               | 0               | -                  | -                  | -                  | -           | -           | -           | 0      | 0      |        |
| gen.-giu. 2020  | Inter           | A               | -          | -          | CI              | -               | -               | UCL+UEL            | -                  | -                  | -           | -           | -           | 0      | 0      |        |
| 2020-2021       | Inter           | A               | 0          | 0          | CI              | -               | -               | UCL                | -                  | -                  | -           | -           | -           | 0      | 0      |        |
| 2021-2022       | Inter           | A               | 0          | 0          | CI              | -               | -               | UCL                | 0                  | 0                  | SI          | -           | -           | 0      | 0      |        |
| Totale Inter    | Totale Inter    | Totale Inter    | 0          | 0          |                 | 0               | 0               |                    | 0                  | 0                  |             | 0           | 0           | 0      | 0      |        |
| 2022-gen. 2023  | Cagliari        | B               | 13         | 0          | CI              | 1               | 0               | -                  | -                  | -                  | -           | -           | -           | 14     | 0      |        |
| gen.-giu. 2023  | Monza           | A               | 3          | 0          | CI              | -               | -               | -                  | -                  | -                  | -           | -           | -           | 3      | 0      |        |
| 2023-gen. 2024  | Monza           | A               | 0          | 0          | CI              | 1               | 0               | -                  | -                  | -                  | -           | -           | -           | 1      | 0      |        |
| Totale Monza    | Totale Monza    | Totale Monza    | 3          | 0          |                 | 1               | 0               |                    | -                  | -                  |             | -           | -           | 4      | 0      |        |
| gen.-giu. 2024  | Ternana         | B               | 19+2       | 1+0        | CI              | -               | -               | -                  | -                  | -                  | -           | -           | -           | 21     | 1      |        |
| lug.-ago. 2024  | River Plate     | PD              | 0          | 0          | CA+CdL          | -               | -               | CL                 | -                  | -                  | -           | -           | -           | 0      | 0      |        |
| 2024-2025       | Venezia         | A               | 8          | 0          | CI              | -               | -               | -                  | -                  | -                  | -           | -           | -           | 8      | 0      |        |
| 2025-2026       | Empoli          | B               | 0          | 0          | CI              | -               | -               |                    | -                  | -                  |             | -           | -           | 0      | 0      |        |
| Totale carriera | Totale carriera | Totale carriera | 43+2       | 1          |                 | 2               | 0               |                    | 0                  | 0                  |             | 0           | 0           | 47     | 1      |        |

## Palmarès

### Club

#### Competizioni giovanili
- Campionato Primavera: 1

Inter: 2021-2022

#### Competizioni nazionali
- Campionato italiano: 1

Inter: 2020-2021
- Supercoppa italiana: 1

Inter: 2021
- Coppa Italia: 1

Inter: 2021-2022